# Orthocentrus longiceps
Orthocentrus longiceps är en stekelart som beskrevs av André Seyrig 1935. Orthocentrus longiceps ingår i släktet Orthocentrus och familjen brokparasitsteklar. Inga underarter finns listade i Catalogue of Life.